# Matilla la Seca
Matilla la Seca is een gemeente in de Spaanse provincie Zamora in de regio Castilië en León met een oppervlakte van 12,13 km². Matilla la Seca telt 45 inwoners (1 januari 2016).

## Demografische ontwikkeling
Bron: INE, 1857-2011: volkstellingen